# Saint-Barthélemy, Île de la Cité
Saint-Barthélemy var en kyrkobyggnad i Paris, helgad åt den helige aposteln Bartolomaios. Kyrkan var belägen i hörnet av Rue Saint-Barthélemy och Rue de la Pelleterie på Île de la Cité i fjärde arrondissementet. 

## Historia
Den första sakrala byggnaden på denna plats – ett kapell – uppfördes under 400-talet. Hugo Capet lät bygga om kapellet till kyrkobyggnad omkring år 965. Den restaurerades och ombyggdes flera gånger under seklens lopp; sista gången under 1700-talet. En portal i klassicerande stil ritades av arkitekten Mathurin Cherpitel.
I samband med franska revolutionen stängdes kyrkan Saint-Barthélemy år 1791 och dekonsekrerades. Den nedrevs år 1858. På kyrkans plats står i dag Tribunal de Commerce.